# After Curtis
After Curtis – zbiór remiksów wykonanych przez rapera 50 Cent razem z G-Unit. Na kompilacji pojawili się m.in. Akon, Justin Timberlake, Timbaland, Robin Thicke, Eminem, Young Buck, Tony Yayo, Lloyd Banks, Mobb Deep, Ludacris, P. Diddy, Jay-Z, Kool G Rap, Hod Rod i LL Cool J.

## Lista utworów
1. Ayo Technology [Timbaland Remix – Nowa Wersja] (ft. Justin Timberlake) – 4:20
2. Follow My Lead (ft. Robin Thicke) – 3:07
3. Part Time Lover – 4:07
4. What Do You Got (ft. Eminem) – 2:45
5. Mama Africa [Remix] (Akon ft. 50 Cent) – 3:33
6. We On Some Shit (By G-Unit) – 3:33
7. Don't Turn The Lights Off (ft. Hod Rod) – 2:51
8. Don't Want To Talk About It – 2:08
9. Smile (I'm Leavin') – 4:29
10. I Get Money [Remix] (ft. Ludacris) – 3:43
11. I Get Money [1,2,3 Remix] (ft. P. Diddy & Jay-Z) – 4:29
12. Southside (featuring Tony Yayo & Lloyd Banks) – 3:45
13. Straight 2 The Bank [Część. 2] (ft. Hod Rod) – 3:34
14. WW III Freestyle (ft. Tony Yayo, Young Buck, Lloyd Banks & Mobb Deep) – 3:25
15. Queens (ft. LL Cool J, Mobb Deep, Kool G Rap & Tony Yayo) – 3:26
16. Billions – 1:31
17. I Got Hoes (ft. Hod Rod) – 3:19
18. Infrared (ft. AB) – 5:19
19. So Serious – 2:21
20. Coke Life (By G-Unit) – 3:12
21. Ayo Tecnology (ft. Justin Timberlake) (Bonusowy Utwór) – 3:58